# Silbersee (cheval)
Pour les articles homonymes, voir Silbersee.
Silbersee (né Hozeville en 1973) est un étalon de robe grise, inscrit au stud-book du Selle français, monté en saut d'obstacles. Sa carrière sportive s'est essentiellement déroulée en Allemagne, avec Michael Rüping, de même que sa carrière de reproducteur. Né d'un père Pur-sang, il influence ensuite le stud-book allemand du Holsteiner.

## Histoire
Il naît sous le nom de Hozeville, à Ozeville près de Sainte-Mère-Église, où son naisseur travaille vraisemblablement avec l'étalonnier du haras de Baussy. Il est sacré champion allemand de saut et vainqueur du Grand Prix d'Aix-la-Chapelle, en 1985. Il remporte le championnat de CSO allemand à Hambourg, et est élu par les lecteurs de Reiter Revue comme « Cheval de l'année ». 
Peu de temps après, il est vendu en Suède.

## Description
Silbersee est un étalon de robe grise, inscrit au stud-book du Selle français. Il toise 1,67 m,.

## Palmarès
Avec Rüping, il amasse 142 400 Deutsches Marks allemands de gains, en 1983. 
- 1985 : Vainqueur au Grand Prix du CHIO d'Aix-la-Chapelle
- 1985 : Champion d'Allemagne
- 1987 : Gagnant du Springderby à Hambourg Klein-Flottbek

## Origines
Silbersee est le fils d'un Pur-sang gris, Silver Matal, que son propriétaire Alain Navet avait acheté à Maisons-Laffitte. Ce dernier souhaitait trouver un Pur-sang de croisement, et a été attiré par le modèle bien développé et les capacités à l'obstacle de cet étalon. Silbersee reste le meilleur descendant de Silver Matal pour l’obstacle.
La mère de Silbersee est une jument Selle français de souche normande, Cibelle, par Quastor. Elle eut 6 autres poulains, dont Plick, la mère de Madame Pompadour.
| Origines de Silbersee / Hozeville              | Origines de Silbersee / Hozeville     | Origines de Silbersee / Hozeville | Origines de Silbersee / Hozeville |
| ---------------------------------------------- | ------------------------------------- | --------------------------------- | --------------------------------- |
| Père Silver Matal 1965 - Pur-sang Gris, 1,69 m | Fortino II 1959 - Pur-sang            | Grey Sovereign 1948, Pur-sang     | Nasrullah                         |
| Père Silver Matal 1965 - Pur-sang Gris, 1,69 m | Fortino II 1959 - Pur-sang            | Grey Sovereign 1948, Pur-sang     | Kong                              |
| Père Silver Matal 1965 - Pur-sang Gris, 1,69 m | Fortino II 1959 - Pur-sang            | Ranavalo 1954, Pur-sang           | Relic                             |
| Père Silver Matal 1965 - Pur-sang Gris, 1,69 m | Fortino II 1959 - Pur-sang            | Ranavalo 1954, Pur-sang           | Navarra II                        |
| Père Silver Matal 1965 - Pur-sang Gris, 1,69 m | Matal 1959 - Pur-sang                 | Matador 1953, Pur-sang            | Golden Cloud                      |
| Père Silver Matal 1965 - Pur-sang Gris, 1,69 m | Matal 1959 - Pur-sang                 | Matador 1953, Pur-sang            | Spanish Galantry                  |
| Père Silver Matal 1965 - Pur-sang Gris, 1,69 m | Matal 1959 - Pur-sang                 | Interval 1948, Pur-sang           | Jamaica inn                       |
| Père Silver Matal 1965 - Pur-sang Gris, 1,69 m | Matal 1959 - Pur-sang                 | Interval 1948, Pur-sang           | Second Act                        |
| Mère Cibelle 1968 - Selle français Bai         | Quastor 1960 - 1980 Selle français    | Ibrahim 1952, Selle français      | The Last Orange                   |
| Mère Cibelle 1968 - Selle français Bai         | Quastor 1960 - 1980 Selle français    | Ibrahim 1952, Selle français      | Vaillante                         |
| Mère Cibelle 1968 - Selle français Bai         | Quastor 1960 - 1980 Selle français    | La Citadelle 1955, Selle français | Jus de pomme                      |
| Mère Cibelle 1968 - Selle français Bai         | Quastor 1960 - 1980 Selle français    | La Citadelle 1955, Selle français | Girondine                         |
| Mère Cibelle 1968 - Selle français Bai         | Teurthevillaise 1963 - Selle français | Ouest France 1958, Selle français | Fra Diavolo                       |
| Mère Cibelle 1968 - Selle français Bai         | Teurthevillaise 1963 - Selle français | Ouest France 1958, Selle français | Jeune France                      |
| Mère Cibelle 1968 - Selle français Bai         | Teurthevillaise 1963 - Selle français | Princesse 1959, Selle français    | Atour                             |
| Mère Cibelle 1968 - Selle français Bai         | Teurthevillaise 1963 - Selle français | Princesse 1959, Selle français    | Épatante                          |

## Descendance
Silbersee effectue toute sa carrière de reproducteur pour le Holsteiner.